# Eladio Rojas
Eladio Alberto Rojas Díaz (Tierra Amarilla, 8 novembre 1934 – Viña del Mar, 13 gennaio 1991) è stato un calciatore cileno, di ruolo centrocampista.

## Caratteristiche tecniche
Giocava come centrocampista difensivo, nonostante avesse iniziato la carriera come centravanti.

## Carriera

### Club
Debuttò nell'Everton di Viña del Mar nel 1954, trasferendosi poi dopo il Mondiale 1962 al River Plate, in Argentina, non riuscendo però ad imporsi come titolare fisso. Tornò pertanto in patria nel 1965, stavolta al Colo-Colo, salvo poi trasferirsi nuovamente all'Everton nel 1967.
Nel 1968 un incidente automobilistico gli chiude la carriera. Lo stadio di calcio di Tierra Amarilla, sua città natale, porta il suo nome.

### Nazionale
Debuttò in Nazionale il 26 febbraio 1959, venendo in seguito incluso nella lista dei convocati per il campionato del mondo 1962. Fu in tale manifestazione che Rojas si mise in evidenza, prendendo parte alla Battaglia di Santiago, segnando il gol della vittoria per due a uno contro l'Unione Sovietica battendo Lev Yashin al ventisettesimo minuto e, soprattutto, la rete che diede alla sua Nazionale il terzo posto, quella a tempo quasi scaduto di Cile-Jugoslavia. In tutto con il Cile conta 27 presenze e tre gol. Le sue prestazioni nel corso del Mondiale lo hanno collocato all'ottantunesimo posto nella classifica dei 100 eroi dei Mondiali, pubblicata dalla rivista sportiva France Football.